# Crepidius resectus
Crepidius resectus – gatunek chrząszcza z rodziny sprężykowatych.
Długość wynosi 13-16 mm.
Pokrywa ciała jest jasnego koloru czerwonobrązowego, odnóża są jaśniejsze. Występują włoski: cienkie, długie, żółte i najeżone.
Zwierzę ma czoło łódkowate, dłuższe, niż szersze, płaskie. Jest ono szersze i bardziej wydatne z przodu. Jedenastosegmentowe czułki wykazują dymorfizm płciowy. U samców są one wachlarzowate, u samic natomiast − ząbkowane. Podobny stan rzeczy można odnaleźć u innych gatunków tego samego rodzaju. Drugi segment ma kształt okrągły. Segment 3., krótszy od czwartego, posiada  wyrostek od strony tylno-bocznej. Trzeci segment jest też krótszy u samicy. Ostatni zwęża się u koniuszka. Górna warga, kształtu półeliptycznego, wyposażona jest w długie sety. Żuwaczki są solidnie zbudowane.
Pokrywy są lekko wypukłe, zwężają się w kierunku dystalnym. Aedagus samca posiada podstawną część wiele dłuższą, niż paramery zwężające się u końców, które łączą się z sobą wentralnie. Płat pośrodkowy jest prosty i cienki, również staje się coraz węższy w miarę zbliżania się do końca. Jest on dłuższy od części bocznych.
Na goleniach widnieją krótkie ostrogi. W przeciwieństwie do nich tarczka jest wydłużona, jej tylny brzeg jest zaokrąglony i zwężony.
Chrząszcza zbadano dzięki okazom pochodzącym z Brazylii.